# Доддс, Альфред
Альфре́д Амеде́ Доддс (фр. Alfred Amédée Dodds; 6 февраля 1842, Сен-Луи — 18 июля 1922, Париж) — французский военный деятель, дивизионный генерал. Наиболее известен как участник французских колониальных кампаний в Африке, командующий французскими частями во Второй франко-дагомейской войне.

## Биография
Родился в семье французских поселенцев на территории современного Сенегала. В 1867 году был произведен в лейтенанты морской пехоты. Впервые отличился в 1868 году во время подавления беспорядков на Реюньоне.
В декабре 1869 года получил звание капитана. Участвовал в войне с Пруссией 1870—1871 годов и за отличие в боях получил орден Почётного легиона. После капитуляции Наполеона III под Седаном бежал с фронта и впоследствии был интернирован в Швейцарию.
С 1871 по 1878 годы находился в Сенегале, а с 1878 по 1879 год — в Кохинхине. В 1883 году принимал участие в Франко-китайской войне. По её окончании вернулся в Сенегал, где периодически занимался подавлением восстаний и мятежей против колониальных властей. В 1887 году получил чин полковника.
В 1892 году получил звание бригадного генерала, став инспектором морской пехоты. Во второй войне против Дагомеи возглавил французские войска. Принимал капитуляцию дагомейского короля Беханзина. В 1895 году, став Великим офицером ордена Почётного легиона, получил верховное командование французскими войсками в Индокитае.
В 1899 году получил последнее звание дивизионного генерала. С 1903 по 1907 годы был старшим командиром военно-морских сил Франции.
В 1935 году одна из улиц в 12-м округе Парижа получила имя Доддса.